# Batalla de Cacabelos
La batalla de Cacabelos va ser una batalla menor de la guerra del francès que va tenir lloc el 3 de gener de 1809, al pont als afores de Cacabelos, província de Lleó mentre les forces britàniques de John Moore es retiraven a la Corunya.

## Antecedents

Campanyes franceses

Després de la desastrosa Convenció de Sintra, en la qual es va permetre la repatriació de les tropes franceses derrotades en la batalla de Vimeiro, els comandants de l'exèrcit britànic (inclòs Arthur Wellesley, futur Duc de Wellington) van ser cridats a la seva pàtria per enfrontar-se a una recerca. D'aquesta forma, les tropes expedicionàries britàniques a Espanya i Portugal van ser deixades al comandament de John Moore, un militar conegut per la seva reforma en les tàctiques de la infanteria lleugera.
Napoleó en persona dirigeix un exèrcit a Espanya, i els francesos van entrar a Madrid el 4 de desembre, Napoleó va seguir perseguint John Moore fins Astorga l'1 de gener i va ordenar a Soult que continués la persecució de Moore, que es va veure obligat a evacuar la península al port de la Corunya i evacuar la península, no sense abans atacar Soult, enviant la cavalleria de Henry William Paget de reconeixement per davant de la infanteria, derrotant-lo a la batalla de Sahagún. La retirada realitzada durant un sever hivern, va ser un complet desastre. Les marxes esgotadores, el temps gèlid i les freqüents escaramusses amb l'avantguarda de les tropes franceses van provocar una caiguda en l'alcoholisme de nombroses tropes, i el seu consegüent abandó davant l'avanç francès.
La falta de comunicació entre els aliats va contribuir al desastre global. El rol de l'exèrcit britànic sota les ordres de Moore era donar suport als exèrcits espanyols en la seva lluita amb Napoleó, però quan Moore va arribar a Salamanca, no era conscient que Napoleó ja havia derrotat els espanyols. Després d'aquests fets, molts esforços van ser duts a terme per centralitzar el comandament i la comunicació, la majoria de les vegades sota el comandament de comandants britànics, com Wellesley i Beresford.
Moore estava acampat a Vilafranca do Bierzo, a mig dia de marxa en direcció a La Corunya, i va tornar enrere per trobar-se amb Edward Paget, que comandava la rereguarda que havia arribat a Cacabelos el dia anterior endarrerida per la revolta i el fred intens, i es preparava per creuar el pont sobre el riu Cúa, quan el 15è d'hússars va informar Paget que la cavalleria francesa s'apropava ràpidament des de Ponferrada.

## Batalla
El 3 de gener de 1809 entre 450 i 500 genets dels 15è de Caçadors a cavall i el 3r d'hússars, la guàrdia avançada del mariscal Nicolas Jean de Dieu Soult, dirigida pel general de brigada Auguste François-Marie de Colbert-Chabanais va atrapar la cua de l'exèrcit capturant uns 50 soldats britànics agafats per sorpresa.
Sense esperar al suport de la infanteria i la artilleria, Colbert es va preparar per atacar el pont però en veure el 95è regiment de fusellers i el 28è regiment d'infanteria i sis canons de la Royal Horse Artillery en posició a l'altre costat del pont, va retirar els seus homes per reformar-los en una columna de quatre abans d'escometre el pont. Quan va arribar la cavalleria i la infanteria de La Houssaye, van intentar travessar el riu per un gual a poca distància aigües avall del pont i la divisió d'infanteria de Merle va intentar prendre el pont a la baioneta. Al voltant de les 16:00, era massa fosc per continuar i les tropes franceses, possiblement considerant la posició defensiva de les tropes britàniques massa bona, i la desmoralització causada per la mort de Colbert pel tret d'un franctirador anglès. Al voltant de les deu de la nit, Paget va poder tornar a Vilafranca do Bierzo sense cap rastre de tropes franceses en persecució.

## Conseqüències
Tot i que les tropes britàniques van guanyar temps en la seva retirada cap a La Corunya, John Moore ha estat criticat per haver estat massa precipitat en la seva retirada i per no haver aprofitat millor posicions defensives fortes com la de Cacabelos.
Moore va arribar a Lugo el 6 de gener i va decidir descansar uns dies mentre decidia a quin port havia de dirigir-se entre Vigo, la Corunya i Ferrol. En decidir-se per la Corunya l'avantguarda, que anava cap a Vigo havia de canviar de direcció i anar cap a Lugo, on fou atrapada per l'avanguarda de Soult, que fou rebutjat.
A La Corunya, el foc de cobertura dels vaixells de guerra va mantenir a Soult a distància i els successius atacs francesos van ser rebutjats, permetent l'embarcament de 2.872 soldats de cavalleria, 2.686 artillers, conductors i conductors, i 19.599 soldats d'infanteria que van retornar sans i estalvis al Regne Unit.